# Caserta Palace Dream
Caserta Palace Dream aus dem Jahr 2014 ist ein Kurzfilm des australischen Regisseurs James McTeigue nach einem Drehbuch von Bruce Gooch und James McTeigue. Produziert wurde der Film von Gabriele Oricchio als Teil eines 2008 begründeten Filmförderengaments des kampanischen Nudelherstellers Garofalo. Als Drehort diente der von Luigi Vanvitelli erbaute Königspalast von Caserta. Inspiriert wurde der Film während eines kurzen Drehaufenthalts des Regisseurs im Schloss im Jahre 1999.